# Jaak Madison
Jaak Madison, né le 22 avril 1991 à Paide dans le comté de Järva, est un homme politique estonien, ancien membre du Parti populaire conservateur d'Estonie (EKRE) et député européen depuis 2019.

## Biographie

### Éducation
Madison sort diplômé de la faculté de droit de l'université de Tartu en 2023.

### Carrière politique
De 2015 à 2019, il est membre du Riigikogu, élu député en 2015 avec 1 883 voix. En avril 2017, il est élu vice-président de son parti.

### Positions
Il considère les homosexuels comme des « déviants » et estime que le nazisme avait, « avec sa notion de l’ordre, sorti l’Allemagne de la merde ».